# Twierdza wewnętrzna
Twierdza wewnętrzna – dzieło św. Teresy z Ávili, Doktora Kościoła i mistyczki napisane w 1577, a opublikowane w 1588 r. Tematem książki jest rozwój duchowy chrześcijanina prowadzący do jedności z Bogiem. Książka uważana jest za duchowy testament św. Teresy i skarb mistyki katolickiej. Twierdza wewnętrzna zawiera też szeroki opis różnych łask duchowych i mistycznych oraz porady jak należy jej rozeznawać.

## Mieszkania duszy
Święta posługuje się w swojej książce metaforą porównującą duszę ludzką do twierdzy składającej się z wielu mieszkań. W głębi duszy, w siódmym mieszkaniu, mieszka sam Bóg, ale aby do niego dojść należy przejść przez wszystkie pozostałe mieszkania.